# Aleksander Hellat
Aleksander Hellat (ur. 20 sierpnia 1881 w Dorpacie, zm. 28 listopada 1943 w obwodzie kemerowskim) – estoński polityk i dyplomata, minister spraw zagranicznych Estonii (1922–1923, 1927) i poseł w Warszawie (1921–1922).

## Życiorys
Ukończył prawo na Uniwersytecie w Dorpacie, po czym pracował jako adwokat. Sprawował urząd mera Tallinna, później zaciągnął się do służby dyplomatycznej (m.in. jako poseł na Łotwie). W kwietniu 1921 objął placówkę dyplomatyczną w Warszawie po tym jak RP uznała 31 grudnia 1920 Republikę Estońską de iure, jednak aż do początku 1922 rezydował w Rydze.
21 lutego 1922 złożył listy uwierzytelniające Naczelnikowi Państwa Józefowi Piłsudskiemu, jednak już w listopadzie tego roku opuścił Warszawę, by objąć tekę ministra spraw zagranicznych Estonii, którym był do 1923. Po raz drugi ministrem został w 1927.
Oprócz posłowania w Warszawie reprezentował Republikę Estońską na Węgrzech, Rumunii i w Grecji (1922).